# Hypercaffium Spazzinate
Hypercaffium Spazzinate is het zevende studioalbum van de Amerikaanse punkband Descendents. Het album werd uitgegeven op 29 juli 2016 via het platenlabel Epitaph Records, samen met de ep Spazzhazard op dezelfde dag. Sommige versies van het album kennen de vijf nummers van de ep als bonustracks. Het is het eerste studioalbum sinds de uitgave van Cool to Be You (2004).

## Nummers
| Hypercaffium Spazzinate 1. "Feel This" - 1:14 2. "Victim of Me" - 1:36 3. "On Paper" - 1:45 4. "Shameless Halo" - 2:05 5. "No Fat Burger" - 0:43 6. "Testosterone" - 1:22 7. "Without Love" - 3:19 8. "We Got Defeat" - 0:57 9. "Smile" - 3:10 10. "Limiter" - 2:07 11. "Fighting Myself" - 2:13 12. "Spineless and Scarlet Red" - 3:15 13. "Human Being" - 0:40 14. "Full Circle" - 1:54 15. "Comeback Kid" - 2:18 16. "Beyond the Music" - 2:23 | Spazzhazard 1. "Days of Desperation" - 2:08 2. "Thinkin" - 2:27 3. "Grindstone" - 1:03 4. "Business A.U." - 2:16 5. "Unchanged" - 3:01 |

## Muzikanten
| Band - Karl Alvarez - basgitaar - Milo Aukerman - zang - Stephen Egerton - gitaar - Bill Stevenson - drums | Aanvullende muzikanten - Longfellow - achtergrondzang - Grover - achtergrondzang - Maddie Stevenson - achtergrondzang - Miles Stevenson - achtergrondzang |